# 超级马力欧RPG
《超級瑪利歐RPG》（英文副標題譯作“七星传说”）是一款由史克威尔（現史克威尔艾尼克斯）公司制作、任天堂公司发行的角色扮演类游戏。本游戏于1996年3月在日本地区超级任天堂发行，1996年5月13日在北美地区发行。

## 遊戲系統
《超級瑪利歐RPG》是瑪利歐系列第一款角色扮演（RPG）遊戲，借鑒了史克威尔的RPG系列主要元素，例如最终幻想系列，同时具有超級瑪利歐系列的故事和情节。与其他RPG类似的，游戏围绕着冒险和与怪物的回合制战斗。在最初旅行中，玩家仅仅控制马里奥一人，最后，玩家将可以操作5个人物。此游戏的大多数音乐由下村阳子创作，也包括植松伸夫作曲的三支《最終幻想IV》配乐曲目。

## 剧情
一天，马力欧再次前往酷霸城堡解救碧姬。战斗中，有生命的武器「王者之剑」从天而降，打破了能够实现人们愿望的「星星之路」，并刺中酷霸城堡，将马力欧、碧姬和酷霸震飞到不同的地方，七颗「星星碎片」也散落至各地。马力欧回到自己的小屋，遇到了奇诺比奥，他告诉马力欧必须去救碧姬。马力欧回到酷霸城堡，但通往城堡的桥梁已被王者之剑摧毁。马力欧来到蘑菇王国，遇到了自称是「青蛙」的玛罗，他正准备去夺回被小偷鳄鳄偷走的金币。马力欧帮助玛罗夺回了金币。二人回到蘑菇王国，发现王国被邪恶机器人「锻造王」手下的「武器军团」控制。马力欧和玛罗进入城堡，击败了领头的「剑魂」，随后找到了一颗神秘的星星碎片。玛罗陪同马力欧前往呱呱湖，向玛罗的爷爷青蛙仙人寻求建议。青蛙仙人透露说玛罗并非青蛙，并说玛罗应该加入马力欧的冒险，寻找七颗星星碎片以及玛罗的亲生父母。
两人来到玫瑰镇，遇到了附身于木偶吉诺的天空使者。玫瑰镇的居民被「弓箭帕」用箭限制了行动，三人击败了弓箭帕，夺回了另一颗星星碎片。吉诺加入了马力欧的队伍，告诉他自己来自星星之路，星星碎片是破碎的星星之路的一部分。吉诺的任务是修复星星之路并击败锻造王，这样世界上的愿望才能实现。三人组取回了第三颗星星碎片，然后前往武奇塔，热衷玩乐的怪人武奇居住于此。他们遇到了被手下抛弃的酷霸。酷霸不情愿地要求马力欧帮助他夺回城堡，马力欧同意了。酷霸加入了队伍，但碍于面子，声称是马力欧加入了酷霸军团。武奇想要强迫碧姬嫁给他，众人前去阻止婚礼进行。然而这场婚礼与他们想象的并不一样，武奇并不明白婚姻的真正意义，只是把婚礼当作有趣的派对。吃完蛋糕后，武奇便回去了。
碧姬获救后，回到蘑菇王国，但随后决定加入队伍，并让婆婆帮她遮掩此事。又找到两颗星星碎片后，他们来到棉花糖之国搜寻星星碎片。雕刻家加罗告诉他们，玛格丽特囚禁了棉花糖之国的统治者，并让她的助手渡渡假扮王子，从而使玛格丽特当上女王。加罗认出玛罗是真正的王子，于是将马力欧伪装成铜像送入城堡。众人在城堡内击败了玛格丽特和渡渡，解放了玛罗的父母，即国王和王后。
在前往木桶火山获得第六颗星星碎片后，马力欧一行人得知最后一颗碎片在占据了酷霸城堡的锻造王手中。他们击败了一路上的敌人，进入了城堡，发现王者之剑是通往锻造王所在的武器世界的大门。马力欧和他的同伴们进入了武器世界，里面是锻造王用来生产武器大军的武器工厂。众人来到工厂的最深处击败了锻造王，从而阻止了武器的制造，王者之剑也一并消失。众人用收集到的星星碎片修复了星星之路。故事最后，吉诺返回星星之路，酷霸带领重新组建的酷霸军团重建他的城堡，玛罗恢复了棉花糖之国王子的身份，马力欧和碧姬回到蘑菇王国庆祝胜利。

## 評價
本作受到非常正面的评价，尤其因其幽默的劇情和3D渲染圖形而受到稱讚。

## 影響
目前由於已合併後的史克威尔艾尼克斯仍持有《超級瑪利歐RPG》的大量版權（例如原創角色和遊戲標題等），導致遊戲沒有正統續作，但成為任天堂另外兩款瑪利歐系列角色扮演遊戲的主要靈感來源，分別是《纸片马力欧》和《马力欧与路易吉RPG》，兩者都是精神續作，並保留了一些本作遊戲元素。

## 重製版
2023年6月21日的任天堂直面會中，本作暌違27年後任天堂和史克威爾艾尼克斯宣佈推出完全重制版，於同年11月17日在任天堂Switch平台推出，並首度增設繁簡中文。遊戲由曾為史克威爾艾尼克斯開發多部勇者鬥惡龍系列重製版的ArtePiazza公司主導開發，採用全3D圖形和動作，音樂依舊由下村陽子創作。
截至2024年3月底，本作（重製版）在全世界共售出331萬份，超越原版超級任天堂版本的銷量。